# 3,3-Dimethyl-1-butanol
3,3-Dimethyl-1-butanol (Neohexanol) ist eine organisch-chemische Verbindung aus der Stoffgruppe der aliphatischen, primären Alkohole (Alkanole) und ein Strukturisomer der Hexanole. Er besitzt wie das Neopentanol ein quartäres Kohlenstoffatom.

## Gewinnung und Darstellung
Die Darstellung erfolgt durch Hydrieren von Estern der 3,3-Dimethylbutansäure.